# Open Broadcaster Software
Open Broadcaster Software (OBS) – wieloplatformowy program, który służy zarówno do nagrywania, jak i transmisji strumieniowej. Jest otwartym oprogramowaniem wydawanym na systemy operacyjne Windows, macOS i Linux.

## Funkcjonalność
Open Broadcaster Software umożliwia przechwytywanie i miksowanie sygnałów wideo i audio w czasie rzeczywistym. Sceny mogą zawierać wiele elementów spośród: przechwyconych okien, obrazów, tekstu, okien przeglądarki czy kamer internetowych. Open Broadcaster Software umożliwia także zapisywanie poszczególnych źródeł audio do różnych kanałów pojedynczego pliku wynikowego, co zwiększa elastyczność przy późniejszej obróbce takich nagrań.
OBS wspiera takie platformy transmisji strumieniowej jak: Twitch, Mixer czy YouTube. Platforma Twitch wymienia Open Broadcaster Software jako jedno z najpopularniejszych narzędzi do nadawania transmisji i wskazuje odpowiedni poradnik konfiguracji.

## Historia
Pierwotnie Open Broadcaster Software był dostępny tylko dla systemu Windows (zarówno wersja x32, jak i x64). Ta wersja nie jest już wspierana i została określona jako OBS Classic. Jej ostatnie wydanie z 30 sierpnia 2016 było oznaczone jako 0.659b. Wersja obsługująca systemy operacyjne Windows, macOS i Linux jest określana jako OBS Studio.